# Midland Park
Midland Park és una població dels Estats Units a l'estat de Nova Jersey. Segons el cens del 2008 tenia 6.763 habitants.

## Demografia
Segons el cens del 2000, Midland Park tenia 6.947 habitants, 2.613 habitatges, i 1.883 famílies. La densitat de població era de 1.719,4 habitants/km².
Dels 2.613 habitatges en un 32,7% hi vivien nens de menys de 18 anys, en un 62,8% hi vivien parelles casades, en un 7,2% dones solteres, i en un 27,9% no eren unitats familiars. En el 23,6% dels habitatges hi vivien persones soles el 9,8% de les quals corresponia a persones de 65 anys o més que vivien soles. El nombre mitjà de persones vivint en cada habitatge era de 2,65 i el nombre mitjà de persones que vivien en cada família era de 3,19.
Per edats la població es repartia de la següent manera: un 24,3% tenia menys de 18 anys, un 5,8% entre 18 i 24, un 31,4% entre 25 i 44, un 23,9% de 45 a 60 i un 14,6% 65 anys o més.
L'edat mediana era de 39 anys. Per cada 100 dones de 18 o més anys hi havia 92,2 homes.
La renda mediana per habitatge era de 76.462 $ i la renda mediana per família de 83.926 $. Els homes tenien una renda mediana de 55.044 $ mentre que les dones 39.142 $. La renda per capita de la població era de 32.284 $. Aproximadament l'1% de les famílies i el 2% de la població estaven per davall del llindar de pobresa.

## Poblacions més properes
El següent diagrama mostra les poblacions més properes.